# Okręg wyborczy Plymouth Sutton
Okręg wyborczy Plymouth Sutton powstał w 1918 r. i wysyłał do brytyjskiej Izby Gmin jednego deputowanego. Okręg położony był w mieście Plymouth w hrabstwie Devon. Został zlikwidowany w 2010 r.
Okręg ten reprezentowała Nancy Astor, pierwsza kobieta, która zasiadała w Izbie Gmin.

## Deputowani do brytyjskiej Izby Gmin z okręgu Plymouth Sutton
- 1918–1919: Waldorf Astor, Partia Konserwatywna
- 1919–1945: Nancy Astor, Partia Konserwatywna
- 1945–1951: Lucy Middleton, Partia Pracy
- 1951–1959: Jakie Astor, Partia Konserwatywna
- 1959–1966: Ian Montagu Fraser, Partia Konserwatywna
- 1966–1974: David Owen, Partia Pracy
- 1974–1992: Alan Clark, Partia Konserwatywna
- 1992–1997: Gary Streeter, Partia Konserwatywna
- 1997–2010: Linda Gilroy, Co-operative Party